# Hetekyläntie
Hetekyläntie ou Yhdystie 8361  est une route de liaison à Oulu et Pudasjärvi en Finlande.

## Présentation
Hetekyläntie est une route reliant la conurbation Ylikiiminki d'Oulu à Pudasjärvi en passant par les villages de Jokikoko, Nuoritta et Hetekylä.
La route Hetekyläntie part de la route régionale 836 à Ylikiiminki et se termine à la route nationale 20 au nord de Hetekylä à côté de la laiterie Niemitalo Juustola.
Longue d'environ 50 kilomètres elle et fait partie de l'ancienne route reliant Oulu et Kuusamo.

## Galerie

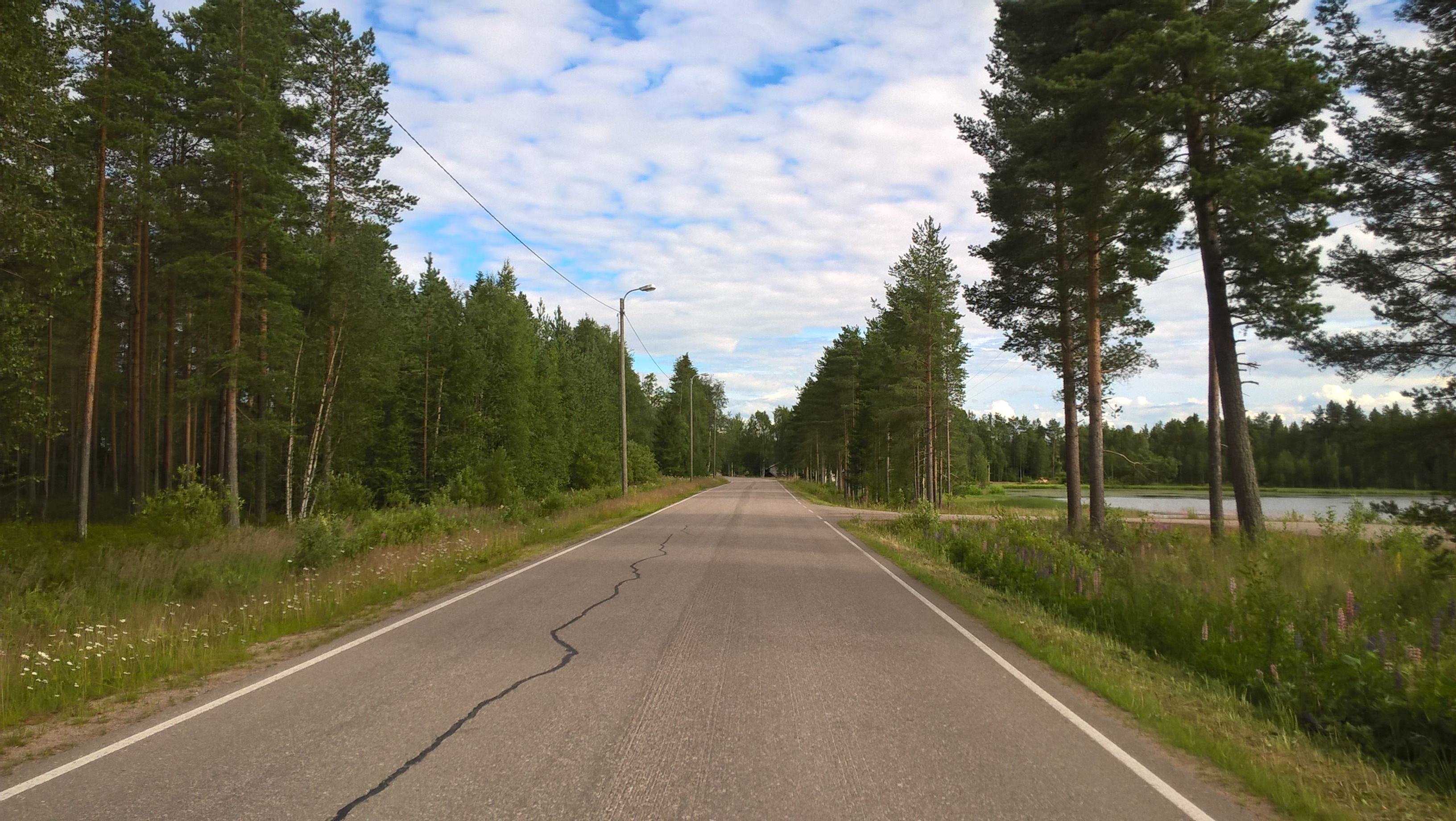
L'Hetekyläntie dans le village Hetekylä de Pudasjärvi près de Paavolankuiva et Sammakkolampi.